# Феноменологія екосистеми
Феноменологія екосистеми (від грец. phainómenon — те, що являється, і …логія) — розділ біоценології, що вивчає зовнішній вигляд екосистеми, зовнішній прояв її внутрішньої структури і інформаційної системи, сукупність формальних характеристик, співвідношення між ентропією і інформацією (ступінь ентропії обернено пропорційна до інформованості), процеси, що відбуваються в екосистемах.